# Damón de Atenas
Damón de Atenas fue un músico y filósofo pitagórico ateniense del siglo V a. C., padre de la musicoterapia.
Hijo de Damonides, fue discípulo de Agatocles y aparece en los Diálogos de Platón. Las referencias que existen sobre su persona y trabajo han llegado principalmente a través de este, de Aristóteles, de Filodemo y de Plutarco. Se deduce de estas fuentes indirectas que nació en la demo ateniense de Oa hacia el año 500 a. C. y que alrededor del año 443 sufrió ostracismo por un periodo de diez años por haber aconsejado mal a Pericles sobre la administración del erario. 
Parece ser que se esforzó en demostrar el importantísimo valor educativo que tenía la música en los jóvenes y la relación existente entre la música y el cuerpo y el alma de los seres humanos y los estados de ánimo que provocaba cuando se discutió si debía suprimirse esta materia de la educación de los jóvenes aristócratas. Con este motivo pronunció un célebre discurso en el Areópago en defensa de la misma. 
En Atenas se destacó como maestro de Pericles y Sócrates.